# آلف بال (بازیکن فوتبال، زاده ۱۸۷۳)
آلف بال (انگلیسی: Alf Ball؛ 7 December 1873 – ۱۹۴۰ (۶۶−۶۷ سال)) بازیکن فوتبال بود.
از باشگاه‌هایی که در آن بازی کرده‌است می‌توان به باشگاه فوتبال لستر سیتی اشاره کرد.